# 克拉姆昌卡
50°27′33″N 35°15′6″E / 50.45917°N 35.25167°E
克拉姆昌卡（烏克蘭語：Крамчанка）是位於烏克蘭東北部的村莊，由蘇梅州奥赫蒂尔卡区的特羅斯佳內茨市鎮負責管轄。該村處於沃爾斯克拉河左岸，距離索爾達特西克2.5公里，海拔高度121米，2001年人口381。